# Zacapu
Zacapu es una localidad del estado mexicano de Michoacán de Ocampo, cabecera del municipio homónimo.

## Toponimia
El nombre «Zacapu» proviene de la expresión chichimeca que se interpreta como «piedra» o «lugar pedregoso». Cecilio Robelo, en su obra Toponimia Tarasco-Hispano-Nahoa indica que proviene del purépecha y que la expresión Tzacapu haracucuaro se traduce como «Cantera donde sacan piedra». Otros autores señalan la grafía Tsakapu para el vocablo p'urhepecha que significa «piedra».

## Historia
Se estima que fue hace más de mil años cuando llegó una tribu encabezada por Hireti Ticátame y conquistaron la población vecina de Naranxán, gobernada por Zirán-Zirán-Camaru. Tenían como deidad principal al dios Curicaueri y pronto empezaron a expandirse y controlar la región hasta llegar a las orillas del Lago de Pátzcuaro, en donde fundaron entre otros pueblos, Tzintzuntzan, que fue su capital y posteriormente se convertiría en el centro del gran Imperio Purépecha.
Por lo anterior Zacapu es considerado como el primer asiento de la raza purépecha, que más tarde poblaría todo los que hoy es Michoacán y parte de Guanajuato y Querétaro.
Según refieren las crónicas, en 1548 fray Jacobo Daciano, de la orden de los franciscanos, fundó la actual Zacapu, atendiendo una disposición dada por el Virrey Antonio de Mendoza y Pacheco.
Durante la colonia, los españoles lo constituyeron en República de Indios y fue entregado en encomienda a Hernando Jerez. Zacapu fue centro de luchas importantes durante la guerra de Independencia. Inmediata a la población de Zacapu, existía una laguna desecada a fines del siglo XIX, en dicha laguna había un islote llamado Jaujilla, que fue fortificado por los insurgentes y en el que se estableció una Junta de Gobierno que trató de controlar la acción de todos los partidos insurgentes, después de la disolución del Congreso que había convocado Morelos. En esta región de Zacapu, operó Don Eustaquio Arias, sostenedor del federalismo durante los años de 1829 a 1844.
En 1859 se le dio a su cabecera el título de Villa, siendo su nombre «Villa de Mier», en honor de don Ruperto Mier, insurgente de esta región. El 20 de noviembre de 1861, se le cambio la denominación, quedando como «Zacapu de Mier». Actualmente el municipio y su cabecera, llevan sólo el nombre de Zacapu.

## Geografía
La ciudad de Zacapu se encuentra aproximadamente en la ubicación 19°48′0″N 101°47′28″O / 19.80000, -101.79111, a una altitud de 2035 m s. n. m., y a una distancia de 80 km de la capital del Estado. La zona urbana ocupa una superficie de 17.11 km².

## Economía
Las principales actividades económicas de la población son la agricultura, la industria, el comercio, la ganadería y la producción de artesanías.

## Demografía
Según los datos registrados en el censo de 2020 llevado a cabo por el Instituto Nacional de Estadística y Geografía la población de Zacapu es de 55 287 habitantes, por lo cual es la 12.ª ciudad más poblada de Michoacán. La ciudad tuvo un crecimiento promedio de 0.37 % anual en el período 2010-2020 sobre la base de los 53 307 habitantes registrados en el censo anterior. Al año 2020 una densidad poblacional era de 3231 hab/km².
| Gráfica de evolución demográfica de Zacapu entre 1900 y 2020                                      |
|                                                                                                   |
| Población de los censos del Instituto Nacional de Estadística y Geografía (INEGI) de 1900 a 2020. |

En 2020 el 47.8 % de la población (26 410 personas) eran hombres y el 52.2 % (28 877 personas) eran mujeres. El 64.5 % de la población, (35 675 personas), tenía edades comprendidas entre los 15 y los 64 años.
La población de Zacapu está mayoritariamente alfabetizada, (2.94 % de personas mayores de 15 años analfabetas, según relevamiento del año 2020), con un grado de escolaridad en torno a los 9.5 años. El 88.6 % de los habitantes de Zacapu profesa la religión católica.
En el año 2010 estaba clasificada como una localidad de grado bajo de vulnerabilidad social. Según el relevamiento realizado, 16 248 personas de 15 años o más no habían completado la educación básica, —carencia conocida como rezago educativo—, y 18 574 personas no disponían de acceso a la salud.

## Hermanamientos
La ciudad de Zacapu está hermanada con 5 ciudades alrededor del mundo:
- Habana del Este, Cuba (2004).[14]
- Las Vegas, Estados Unidos (2012).[15]
- Tacámbaro, México (2013).[16]